# Tanz der Unschuldigen
Tanz der Unschuldigen (Originaltitel Akelarre, baskisch so viel wie „Hexensabbat“) ist ein Filmdrama von Pablo Agüero, das im September 2020 beim San Sebastian International Film Festival seine Premiere feierte und im Oktober 2020 in die spanischen Kinos kam.

## Handlung
Im Baskenland im Jahre 1609. Während die Männer der Gegend auf Hoher See sind, nimmt die junge Ana zum ersten Mal an den nächtlichen Tänzen im Wald mit den anderen Mädchen des Dorfes teil. Im Morgengrauen werden sie alle verhaftet und von dem vom spanischen König entsandten Richter Rostegui der Hexerei beschuldigt. Als ihnen klar wird, dass ihre Verurteilung von vornherein feststand, versuchen sie den Richter mit erfundenen Geständnissen und Geschichten über den Akelarre, den Hexensabbat, so lange hinzuhalten, bis die Männer vom Fischfang zurückkehren.

## Produktion

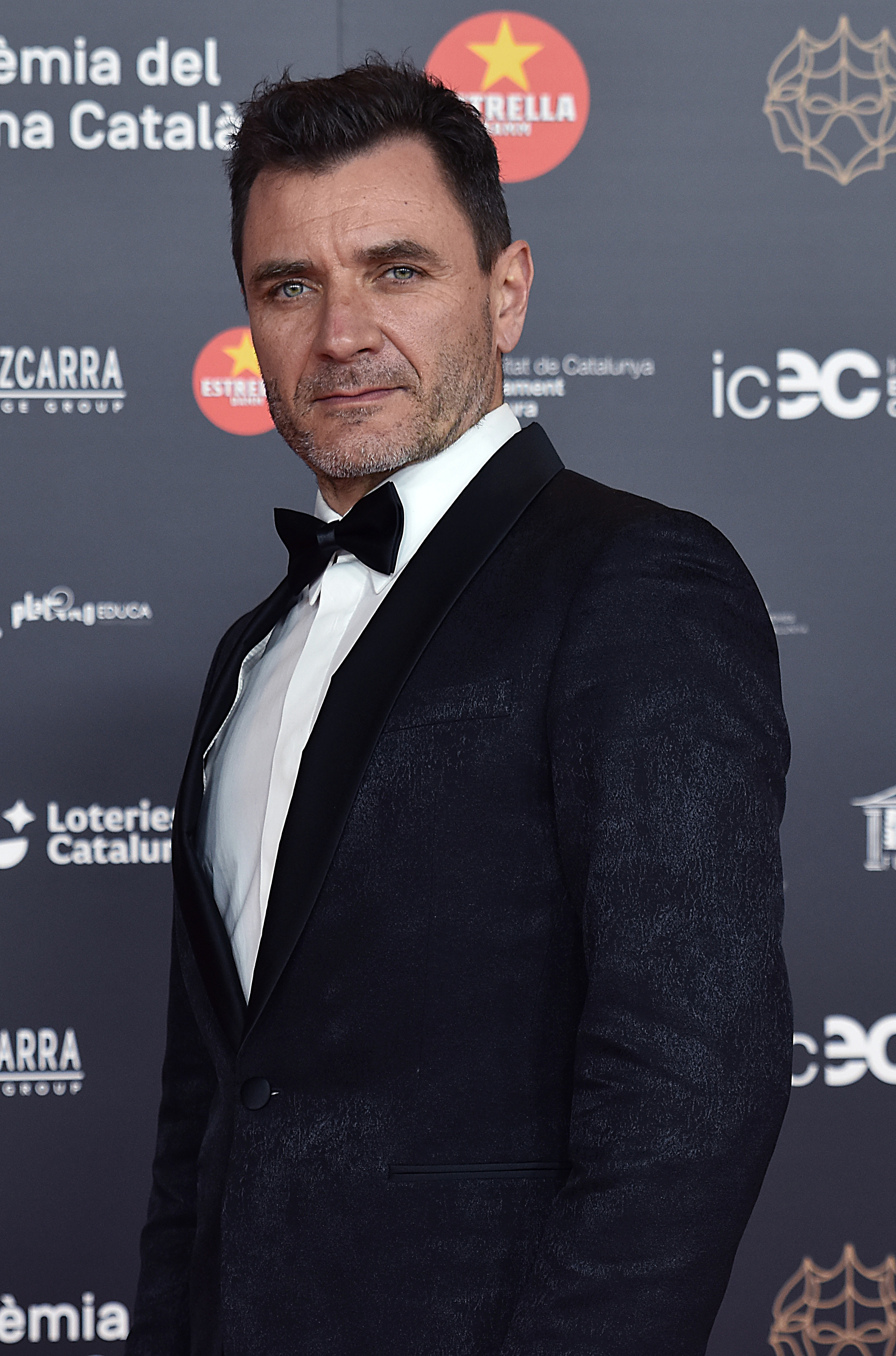
Alex Brendemühl spielt Richter Rostegui

Regie führte Pablo Agüero, der gemeinsam mit Katell Guillou auch das Drehbuch schrieb.
Amaia Aberasturi spielt Ana, Alex Brendemühl den Richter Rostegui.
Die deutsche Synchronisation entstand nach einem Dialogbuch von Marianne Groß und der Dialogregie von Daniel Montoya im Auftrag der VSI Synchron GmbH, Berlin.
Der Film feierte am 19. September 2020 beim San Sebastian International Film Festival seine Premiere. Am 2. Oktober 2020 kam er in die spanischen Kinos mit einem Coronavirus-bedingten Neustart am 22. Januar 2021. Am 11. März 2021 wurde er weltweit in das Programm von Netflix aufgenommen, so in den südamerikanischen Ländern und auch in Deutschland.

## Auszeichnungen
Goya 2021
- Nominierung als Beste Hauptdarstellerin (Amaia Aberasturi)
- Nominierung für die Beste Produktionsleitung (Guadalupe Balaguer Trelles)
- Nominierung für die Beste Kamera (Javier Agirre Erauso)
- Nominierung für den Besten Ton (Urko Garai, Josefina Rodriguez, Frédéric Hamelin und Leandro de Loredo)
- Auszeichnung für die Beste Filmmusik (Aránzazu Calleja und Maite Arroitajauregi)
- Auszeichnung für das Beste Szenenbild (Mikel Serrano)
- Auszeichnung für die Besten Kostüme (Nerea Torrijos)
- Auszeichnung für das Beste Maske und Hairstyling (Beatushka Wojtowicz und Ricardo Molina)
- Auszeichnung für die Besten Spezialeffekte (Mariano García Marty und Ana Rubio)[4][5]

Platino Awards 2021
- Nominierung für das Beste Szenenbild (Mikel Serrano)
- Nominierung für die Beste Kamera (Javier Agirre)
- Nominierung für den Besten Ton (Urko Garai, Josefina Rodriguez, Frédéric Hamelin und Leandro de Loredo)
- Auszeichnung für die Beste Filmmusik (Aránzazu Calleja und Maite Arrotajauregui)[6]

San Sebastian International Film Festival 2020
- Nominierung für den Irizar Basque Film Award
- Nominierung für den TVE-Otra Mirada Award[7]